# Oncidium pongratzianum
Oncidium pongratzianum là một loài thực vật có hoa trong họ Lan. Loài này được Königer & J.Portilla mô tả khoa học đầu tiên năm 2005.